# Marcelová
Marcelová (Hongaars:Marcelháza) is een Slowaakse gemeente in de regio Nitra, en maakt deel uit van het district Komárno.
Marcelová telt 3836 inwoners.